# Дечје песме
Дечје песме су песме намењене деци. Могу бити народне дечје песме, које немају познатог аутора, или поезија за децу, коју пишу песници.
Посебан жанр дечјих песама су успаванке, намењене успављивању мале деце. Један од значајнијих композитора за децу јесте Милан Миња Субота. Осим што је био композитор, био је и аутор и водитељ дечијих емисија. Свој живот је посетио деци и раду са њима, с тога је постао један од симбола детињства многих генерација.

## Познате дечје песме
- Кад си срећан
- Деда мразе, деда мразе
- Заклео се бумбар
- Ивин воз
- Деца су украс света
- У свету постоји једно царство

## Познати дечји песници
Неки од познатих српских песника за децу су:
- Јован Јовановић Змај
- Љубивоје Ршумовић
- Бранко Коцкица